# Ermesinde II van Namen

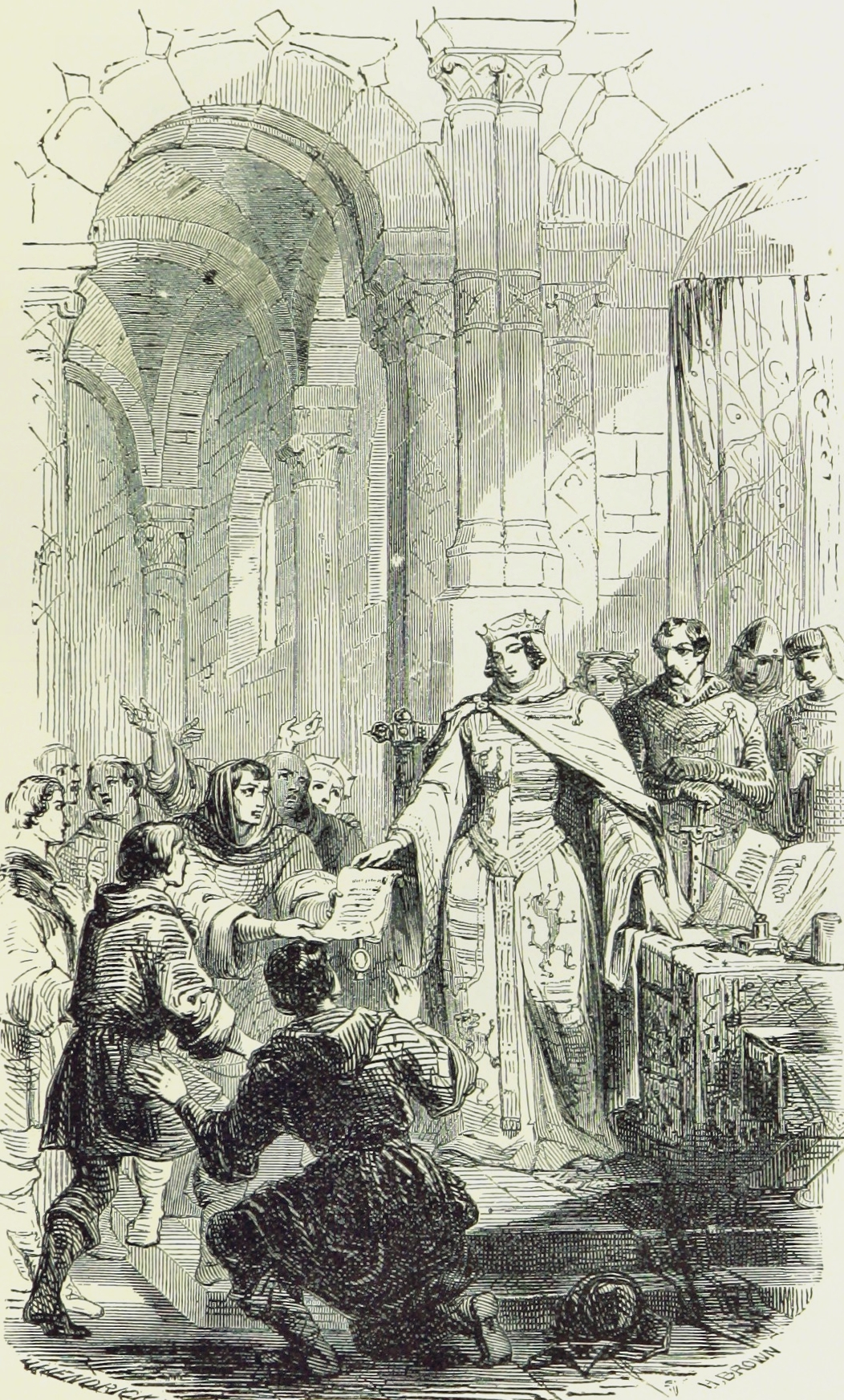
Ermesinde verleent stadsrechten aan Echternach.

Ermesinde II van Namen en Luxemburg (juli 1186 — 17 februari 1247), enig kind van Hendrik I van Namen (Hendrik IV van Luxemburg), was van 1197 tot haar dood in 1247 gravin van Luxemburg.

## Levensloop
Reeds op tweejarige leeftijd was zij verloofd met graaf Hendrik II van Champagne en verbleef zij enige tijd in Frankrijk. Zij werd echter omwille van staatsredenen door haar vader teruggeroepen.
Zij huwde in 1197, op elfjarige leeftijd, met graaf Theobald I van Bar. Onder het voorwendsel dat zij als vrouw geen recht had op de bezittingen van haar vader, meende haar achterneef Filips, zoon van Boudewijn V van Henegouwen, aanspraak te maken op het markgraafschap Namen. Vóór zijn dood (in 1192) had haar vader haar echter verloofd met de 28 jaar oudere Theobald I van Bar, die dapper streed om haar bezittingen te verdedigen. In 1199 werd met het verdrag van Dinant, ondertekend op 26 juli 1199, een compromis gesloten, waarbij Filips het graafschap Namen kreeg en Ermesinde de graafschappen Luxemburg, Durbuy en La Roche-en-Ardenne, en de abdijen van Stavelot en Malmedy.
Ze stichtte de abdij van Clairefontaine te Clairefontaine, een plaats bij Aarlen.

## Huwelijken en kinderen
De kinderen uit het huwelijk van Ermesinde met Theobald van Bar waren:
- Reinoud, heer van Briey, gestorven voor 1214
- een dochter, gestorven in 1214
- Elisabeth/Isabella (- 1262), rond 1218 getrouwd met heer Walram II van Monschau (- 1242) (zoon van Walram III van Limburg).
- Margaretha, getrouwd met graaf Hugo III van Vaudémont (- 1243), later met Henri de Bois, die regent van het graafschap Vaudémont was.

Theobald stierf op 13 februari 1214 en Ermesinde, als 27-jarige weduwe, trouwde in mei 1214 met hertog Walram III van Limburg (ca. 1175 - 1226), waardoor haar zoon later ook het Graafschap Aarlen zou erven.
Ermesinde verleende stadsrechten aan Echternach (1236), Luxemburg (1244) en Aarlen.
Uit het tweede huwelijk kwamen drie kinderen voort:
- Hendrik V, bijgenaamd Hendrik de Blonde (1216–1281); met hem begon het tweede Huis Luxemburg
- Gerard, graaf van Durbuy (- 1276)
- Catharina (- 1255), in 1229 getrouwd met hertog Mattheus II van Lotharingen (- 1251).

Zij werd begraven in de abdij van Clairefontaine, in een versierd grafmonument, opgemaakt als een gisant.

## Voorouders
| Voorouders van Ermesinde II van Namen | Voorouders van Ermesinde II van Namen                                     | Voorouders van Ermesinde II van Namen                                     | Voorouders van Ermesinde II van Namen                                   | Voorouders van Ermesinde II van Namen                                   | Voorouders van Ermesinde II van Namen                                              | Voorouders van Ermesinde II van Namen                                              | Voorouders van Ermesinde II van Namen                                              | Voorouders van Ermesinde II van Namen                                              |
| ------------------------------------- | ------------------------------------------------------------------------- | ------------------------------------------------------------------------- | ----------------------------------------------------------------------- | ----------------------------------------------------------------------- | ---------------------------------------------------------------------------------- | ---------------------------------------------------------------------------------- | ---------------------------------------------------------------------------------- | ---------------------------------------------------------------------------------- |
| Overgrootouders                       | Koenraad I van Luxemburg (1040–1086) ∞ Clementia van Poitiers (1060-1142) | Koenraad I van Luxemburg (1040–1086) ∞ Clementia van Poitiers (1060-1142) | Albert III van Namen (1035-1102) ∞ Ida van Saksen (ca. 1035-1107)       | Albert III van Namen (1035-1102) ∞ Ida van Saksen (ca. 1035-1107)       | Gerard II van Gelre (1090-1133) ∞ 1035 Ermgard van Zutphen (–1138)                 | Gerard II van Gelre (1090-1133) ∞ 1035 Ermgard van Zutphen (–1138)                 | ? (-) ∞ ? (-)                                                                      | ? (-) ∞ ? (-)                                                                      |
| Grootouders                           | Ermesinde I van Namen (1080-1143) ∞ 1109 Godfried van Namen (1067-1139)   | Ermesinde I van Namen (1080-1143) ∞ 1109 Godfried van Namen (1067-1139)   | Ermesinde I van Namen (1080-1143) ∞ 1109 Godfried van Namen (1067-1139) | Ermesinde I van Namen (1080-1143) ∞ 1109 Godfried van Namen (1067-1139) | Hendrik I van Gelre (1117-1182) ∞ 1135 Agnes van Arnstein (ca. 1130 - voor < 1179) | Hendrik I van Gelre (1117-1182) ∞ 1135 Agnes van Arnstein (ca. 1130 - voor < 1179) | Hendrik I van Gelre (1117-1182) ∞ 1135 Agnes van Arnstein (ca. 1130 - voor < 1179) | Hendrik I van Gelre (1117-1182) ∞ 1135 Agnes van Arnstein (ca. 1130 - voor < 1179) |
| Ouders                                | Hendrik I van Namen (1112-1196) ∞ 1168 Agnes van Gelre (-)                | Hendrik I van Namen (1112-1196) ∞ 1168 Agnes van Gelre (-)                | Hendrik I van Namen (1112-1196) ∞ 1168 Agnes van Gelre (-)              | Hendrik I van Namen (1112-1196) ∞ 1168 Agnes van Gelre (-)              | Hendrik I van Namen (1112-1196) ∞ 1168 Agnes van Gelre (-)                         | Hendrik I van Namen (1112-1196) ∞ 1168 Agnes van Gelre (-)                         | Hendrik I van Namen (1112-1196) ∞ 1168 Agnes van Gelre (-)                         | Hendrik I van Namen (1112-1196) ∞ 1168 Agnes van Gelre (-)                         |
| Ermesinde II van Namen (1186-1247)    |                                                                           |                                                                           |                                                                         |                                                                         |                                                                                    |                                                                                    |                                                                                    |                                                                                    |